# 31272 Makosinski
31272 Makosinski è un asteroide della fascia principale. Scoperto nel 1998, presenta un'orbita caratterizzata da un semiasse maggiore pari a 3,1099121 UA e da un'eccentricità di 0,1495507, inclinata di 1,16553° rispetto all'eclittica.